# Desmatodon
Desmatodon — вимерлий рід рептіліоморфних діадектидів. Десматодон є найдавнішим відомим діадектидом, знайденим у касимовському (міссурійському) етапі пізнього карбону в Пенсільванії, Колорадо та Нью-Мексико в Сполучених Штатах. Наразі визнано два види: типовий вид D. hollandi і вид D. hesperis.

## Опис
Залишки Desmatodon були знайдені у формації Гленшоу в Пенсільванії, формації Сангре де Крісто в Колорадо та формації Катлер в Нью-Мексико. Рід відомий переважно за зубами та частинами черепів. Щічні зуби міцні та лопатоподібні з кількома горбками на їхніх поверхнях. Ці два види можна відрізнити за розподілом зубів у щелепах; D. hesperis має щільно розташовані зуби, тоді як D. hollandi має широко розташовані зуби. В обох видів нижня щелепа глибока і має виступ, який, можливо, допомагав у жуванні рослинного матеріалу. Деякі екземпляри, які, як вважають, належать молодим особинам, мають менше, більш широко розташовані зуби без стертих граней.

## Палеобіологія
Як і більшість інших діадектидів, десматодон був наземною травоїдною твариною, яка споживала рослини з високим вмістом клітковини. Виступаючі різцеподібні зуби та великий травний тракт могли дозволити тварині ефективно споживати та перетравлювати рослинний матеріал. Це найдавніший діадект, який також є найдавнішим відомим травоїдним наземним хребетним.